# لیگ دسته اول فوتبال ارمنستان ۲۰۰۹
فصل ۲۰۰۹ لیگ دسته اول فوتبال ارمنستان در ۹ آوریل ۲۰۰۹ آغاز شد و در ۶ نوامبر ۲۰۰۹ به پایان رسید.

## نمای کلی
- باشگاه فوتبال ایمپالس دیلیجان به فوتبال حرفه‌ای بازگشت.
- شنگاویت نماینده ذخیره‌های باشگاه فوتبال اولیس بود.

## جدول لیگ
| رتبه | تیم                             | بازی | برد | مساوی | باخت | گل زده | گل خورده | گل تفاضل | امتیاز | صعود                                  |
| ---- | ------------------------------- | ---- | --- | ----- | ---- | ------ | -------- | -------- | ------ | ------------------------------------- |
| ۱    | باشگاه فوتبال ایمپالس           | ۲۴   | ۱۸  | ۴     | ۲    | ۵۷     | ۲۲       | ۳۵+      | ۵۸     | صعود به لیگ برتر فوتبال ارمنستان ۲۰۱۰ |
| ۲    | باشگاه فوتبال شنگاویت           | ۲۴   | ۱۶  | ۴     | ۴    | ۵۹     | ۳۲       | ۲۷+      | ۵۲     |                                       |
| ۳    | باشگاه فوتبال پیونیک-۲          | ۲۴   | ۱۲  | ۴     | ۸    | ۵۸     | ۳۰       | ۲۸+      | ۴۰     |                                       |
| ۴    | باشگاه فوتبال باناتس-۲          | ۲۴   | ۱۲  | ۳     | ۹    | ۴۳     | ۲۴       | ۱۹+      | ۳۹     |                                       |
| ۵    | باشگاه فوتبال میکا-۲            | ۲۴   | ۱۰  | ۵     | ۹    | ۳۶     | ۳۳       | ۳+       | ۳۵     |                                       |
| ۶    | باشگاه فوتبال گاندزاسار کاپان-۲ | ۲۴   | ۱۰  | ۲     | ۱۲   | ۴۱     | ۴۸       | ۷−       | ۳۲     |                                       |
| ۷    | باشگاه فوتبال پیونیک۳           | ۲۴   | ۸   | ۲     | ۱۴   | ۴۰     | ۵۸       | ۱۸−      | ۲۶     |                                       |
| ۸    | باشگاه فوتبال شیراک-۲           | ۲۴   | ۴   | ۳     | ۱۷   | ۲۱     | ۶۰       | ۳۹−      | ۱۵     |                                       |
| ۹    | باشگاه فوتبال بانانتس-۳         | ۲۴   | ۳   | ۳     | ۱۸   | ۲۲     | ۷۰       | ۴۸−      | ۱۲     |                                       |
| ۱۰   | باشگاه فوتبال آرارات-۲          | ۰    | -   | -     | -    | -      | -        | —        | ۰      | کناره‌گیری پیش از شروع فصل             |

## گلزنان برتر
|   |          | بازیکن              | تیم                   | گل‌ها |
| - | -------- | ------------------- | --------------------- | ---- |
| ۱ | ارمنستان | آرمان میناسیان      | باشگاه فوتبال ایمپالس | ۱۸   |
| ۲ | ارمنستان | خورن مانوچاریان     | باشگاه فوتبال پیونیک  | ۱۲   |
| ۳ | ارمنستان | مارتون هاکوبیان     | باشگاه فوتبال شنگاویت | ۱۰   |
| ۴ | ارمنستان | آلبرت هواکیمیان     | باشگاه فوتبال پیونیک  | ۹    |
|   | ارمنستان | ویگن آوتیسیان       | باشگاه فوتبال پیونیک  | ۹    |
|   | ارمنستان | گاگیک پوغوسیان      | باشگاه فوتبال پیونیک  | ۹    |
|   | ارمنستان | هوهانس مناتساکانیان | باشگاه فوتبال شنگاویت | ۹    |
| ۵ | ارمنستان | هوهانس هوهانسیان    | باشگاه فوتبال پیونیک  | ۸    |
|   | ارمنستان | آرام هاکوبیان       | باشگاه فوتبال ایمپالس | ۸    |